# Varroa-mide
Varroamide er en snylter, der angriber honningbier, og som har forvoldt store vanskeligheder for biavlen siden den spredte sig til Europa og Nordamerika i 80'erne fra Asien. Uden indgreb overfor mideangreb fra biavleren kan bifamilier ikke overleve i Danmark. Der arbejdes på at fremavle biracer, der bedre modstår angreb fra Varroamiderne. I avlen indgår især indiske bier, som har evne til selv at befri sig for miderne.

## Bekæmpelsesmetoder

### Medicinsk behandling
Apivar er et godkendt håndkøbsmidel, med god virkning, der ikke efterlader rester i honning eller voks, hvis behandlingsfrist overholdes. 

### Mekanisk bekæmpelse
Fjernelse af droneyngel. Varroamiderne angriber yngelen. På grund af dronelarvernes længere vækstperiode foretrækker miderne droneyngel. Biavleren kan tilskynde bierne til at bygge droneceller i en bestemt ramme, der kan være delt i tre felter. Biavleren fjerner vokstavlen med ung droneyngel fra et af de tre felter ca. en gang om ugen. Derved fjerner han også de Varroamider, der har angrebet droneyngelen.

### Kemisk bekæmpelse
Biavleren kan bekæmpe miderne med kemiske stoffer, der er naturligt forekommende i biernes miljø.
Myresyre kan tilføres bifamilien i nøje kontrollerede mængder i efteråret efter honninghøst. Dampene dræber miderne både på bierne og på yngelen, men kan også skade bierne, hvis mængden er for stor eller temperaturen for høj.
Mælkesyre er effektiv og skånsom, men kan ikke anvendes, når der er yngel, da mælkesyren ikke kan trænge gennem yngelens voksforsegling.